# Paka
För andra betydelser, se Paka (olika betydelser).
Pakan (Cuniculus paca eller Agouti paca) är en storväxt art av gnagare som finns i tropiska och subtropiska delar av den amerikanska kontinenten, från östra och centrala Mexiko till Paraguay. Den går under namnet paca i de flesta av dessa områden men även tepezcuintle i Mexiko.

## Utseende
Pakan har tjock, sträv mörkbrun till svart päls utan någon underpäls på överkroppen med vit eller gulaktig buk. Den har vanligtvis tre till fem rader av vita fläckar längs sidorna mot en grå bakgrund. Den har kraftiga, muskulösa ben med fyra fingrar på frambenen och fem på bakbenen (de första och femte är tillbakabildade) och naglarna fungerar som hovar. Svansen är kort och utan hår.
Kindbenet (okbenet) är förstorat och fungerar som resonanskammare - en unik funktion hos däggdjuren.
En vuxen paka väger mellan 6 och 12 kg, och gör den till den näst största arten av gnagare efter kapybaran. Den absoluta kroppslängden är 62,2 till 70,5 cm, inklusive en 2,4 till 2,7 cm lång svans. Bakfötterna är 11,0 till 11,5 cm långa och öronen är 4,3 till 5,6 cm stora.
I varje käkhalva förekommer en framtand, ingen hörntand, en premolar och tre molarer.

## Vanor
Pakan är ett nattlevande djur som lever ensam eller i par utan mycket socialt liv. Den lever i skogsområden i närheten av vattendrag och gräver enkla gryt till ungefär 2 meters djup i slänter bredvid vattendrag, som vanligtvis har minst två utgångar. Pakor är goda simmare och flyr vanligtvis fara genom att söka sig till vatten. Deras kost består av löv, frön, unga växtstammar, rötter och frukt, i synnerhet avokado och mango, och de lagrar ibland mat.
Exemplar som upptäcker en fara står sedan orörliga. Honor kan vara brunstiga under alla årstider och de har vanligen tre kullar per år. Dräktigheten hos individer i fångenskap varar 114 till 119 dagar. Pakan jagas bland annat av prärievarg, skogshund, strövande tamkatter, krokodiler och större ormar.
Vanligtvis består kullen av endast en, och ibland av två, ungar.

## Ekonomiska och ekologiska aspekter
Pakan betraktas som ett skadedjur av bönder som odlar jams, kassava, sockerrör, majs och livsmedelsgrödor. Deras kött anses mycket smakrikt och är högt skattat. Deras antal är stort i skyddade områden och arten är inte hotad, men deras antal har kraftigt reducerats av jakt och förstöring av biotoper. Pakan är lätt att föda upp och pakafarmer förekommer i Sydamerika.

## Systematik
Mycket osäkerhet finns om benämningar och klassificering av pakan och närbesläktade arter. Släktet Agouti förs ibland till en familj tillsammans med släktena Dasyprocta (agutier) och Myoprocta (acouchis); en familj som då vanligen benämns Dasyproctidae. Ibland förs däremot Agouti till en egen familj pakor som då omväxlande bär det vetenskapliga namnet Agoutidae och Cuniculidae. I det senare fallet ges släktet namnet Cuniculus. Den äldre benämningen är Agouti, men eftersom den populära termen agouti brukar hänvisa till det numera utdöda släktet Dasyprocta, så anses denna term förvirrande och Cuniculus/Cuniculidae har presenterats som alternativa beteckningar. IUCN beskriver till exempel arten som tillhörande Agouti/Agoutidae, men med en not att den skall överföras till Cuniculus/Cuniculidae.